# Щит (Лодзинське воєводство)
Щит (пол. Szczyt) — село в Польщі, у гміні Опорув Кутновського повіту Лодзинського воєводства.
Населення — 59 осіб (2011).
У 1975-1998 роках село належало до Плоцького воєводства.

## Демографія
Демографічна структура станом на 31 березня 2011 року:
|          | Загалом | Допрацездатний вік | Працездатний вік | Постпрацездатний вік |
| -------- | ------- | ------------------ | ---------------- | -------------------- |
| Чоловіки | 27      | 5                  | 18               | 4                    |
| Жінки    | 32      | 9                  | 19               | 4                    |
| Разом    | 59      | 14                 | 37               | 8                    |